# .cy
.cy е интернет домейн от първо ниво за Кипър.
Домейнът не покрива Севернокипърската турска република, която използва .nc.tr.
Съществува от 26 юли 1994 г. и се администрира от местния университет в Кипър.

## Домейни от второ ниво
- ac.cy
- net.cy
- gov.cy
- org.cy
- pro.cy
- name.cy
- ekloges.cy
- tm.cy
- ltd.cy
- biz.cy
- press.cy
- parliament.cy
- com.cy -